# 뉴스 845 기타규슈
뉴스 845 기타큐슈(ニュース845北九州)은 NHK 기타큐슈 방송국에서 제작되어 방영되고 있는 저녁 뉴스 프로그램이다. 이 프로그램은 후쿠오카현의 (기타큐슈시.지쿠호 지방)의 소식을 하루동안 있었던 뉴스를 전해주고 있다.

## 방송 시간
- 월 ~ 금: 저녁 8시 45분 ~ 9시(15분)